# Joaquín Ruiz
Joaquín Ruiz Llorente (* 12. Januar 1959 in Madrid) ist ein ehemaliger spanischer Judoka. Er war Weltmeisterschaftszweiter 1991 und 1988 Europameister.

## Sportliche Karriere
Der 1,78 m große Joaquín Ruiz kämpfte im Leichtgewicht, der Gewichtsklasse bis 71 Kilogramm. Seine erste internationale Medaille gewann Ruiz bei den Europameisterschaften 1984 in Lüttich. Nachdem er im Achtelfinale gegen Tamas Namgalauri aus der Sowjetunion verloren hatte, gewann Ruiz zwei Kämpfe in der Hoffnungsrunde und sicherte sich mit einem Sieg über den Ungarn Joszef Tóth die Bronzemedaille. Drei Monate später gewann Ruiz bei den Olympischen Spielen in Los Angeles in 2:19 min seinen Auftaktkampf gegen Alvaro Sanabria aus Costa Rica. In seinem zweiten Kampf unterlag er Liaw Der-Cheng aus der Republik China durch eine kleine Strafe (chui).
Bei den Europa- und Weltmeisterschaften der nächsten Jahre erreichte Ruiz keine Platzierung unter den besten acht Kämpfern. Nur bei den Mittelmeerspielen 1987 erhielt er eine Bronzemedaille. Bei den Europameisterschaften 1988 in Pamplona erreichte Ruiz das Finale und gewann den Titel durch einen Sieg über den für die DDR startenden Sven Loll. Vier Monate später bezwang Ruiz im Achtelfinale der Olympischen Spiele 1988 in Seoul den Italiener Ezio Gamba. Nach Niederlagen gegen den Franzosen Marc Alexandre und den Ungarn Bertalan Hajtós belegte er den siebten Platz.
1989 erreichte Ruiz das Halbfinale bei den Europameisterschaften in Helsinki. Nach Niederlagen gegen den Finnen Jorma Korhonen im Halbfinale und Giorgi Tenadse aus der Sowjetunion belegte Ruiz den fünften Platz. Bei den Weltmeisterschaften 1989 schied er in seinem Auftaktkampf gegen Mike Schulz aus der DDR aus. 1991 erreichte Ruiz bei den Weltmeisterschaften in Barcelona das Finale mit Siegen über den Franzosen Patrick Rosso im Viertelfinale und Wladimeri Dgebuadse aus der Sowjetunion im Halbfinale. Nach seiner Niederlage gegen den Japaner Toshihiko Koga erhielt Ruiz die Silbermedaille. Bei den Europameisterschaften 1992 in Paris verlor er im Halbfinale gegen den Franzosen Bruno Carabetta, im Kampf um eine Bronzemedaille bezwang er Jorma Korhonen. Bei den Olympischen Spielen 1992 in Barcelona gewann Ruiz seine ersten beiden Kämpfe und schied im Achtelfinale gegen den Algerier Meziane Dahmani nach 29 Sekunden aus.
Ruiz gewann neun spanische Meistertitel: 1980, 1981, 1985, 1987, 1988, 1989, 1991, 1992, 1993.